# Copa México 1943-44
La Copa México 1943-44 fue la 28ª edición de la Copa México, la 1° en la entonces reciente era profesional de fútbol mexicano.
El torneo empezó el 7 de mayo de 1944 y concluyó el 16 de julio de ese mismo año en el Parque Asturias en Ciudad de México, en el cual el equipo de Real Club España consiguió su primer título copero desde el profesionalismo con una victoria contundente de 6 - 2 sobre el Atlante.
Contó con la participación de 12 equipos distribuidos en 3 grupos sobre la base de la región de origen de estos.

## Fase de Grupo

### Grupo Este
| Equipo    | Pts. | PJ | PG | PE | PP | GF | GC | Dif. |
| --------- | ---- | -- | -- | -- | -- | -- | -- | ---- |
| Veracruz  | 8    | 6  | 4  | 0  | 2  | 20 | 12 | +8   |
| ADO       | 6    | 6  | 3  | 0  | 3  | 12 | 12 | 0    |
| Moctezuma | 5    | 6  | 2  | 1  | 3  | 12 | 13 | -1   |
| Puebla    | 5    | 6  | 2  | 1  | 3  | 12 | 19 | -7   |

### Grupo Centro
| Equipo   | Pts. | PJ | PG | PE | PP | GF | GC | Dif. |
| -------- | ---- | -- | -- | -- | -- | -- | -- | ---- |
| Atlante  | 8    | 4  | 4  | 0  | 0  | 12 | 7  | +5   |
| España   | 4    | 4  | 2  | 0  | 2  | 8  | 8  | 0    |
| América  | 4    | 4  | 2  | 0  | 2  | 13 | 12 | +1   |
| Asturias | 2    | 4  | 1  | 0  | 3  | 8  | 10 | -2   |
| Marte    | 2    | 4  | 1  | 0  | 3  | 7  | 11 | -4   |

### Grupo Oeste
| Equipo      | Pts. | PJ | PG | PE | PP | GF | GC | Dif. |
| ----------- | ---- | -- | -- | -- | -- | -- | -- | ---- |
| Atlas       | 7    | 4  | 3  | 1  | 0  | 10 | 4  | +6   |
| Guadalajara | 5    | 4  | 2  | 1  | 1  | 16 | 7  | +9   |
| León        | 0    | 4  | 0  | 0  | 4  | 6  | 21 | -15  |

## Ronda Eliminatoria
|  | Semifinales  | Semifinales  | Semifinales |        |         | Final   | Final | Final |  |
|  |              |              |             |        |         |         |       |       |  |
|  |              |              |             |        |         |         |       |       |  |
|  | Atlante (pr) | Atlante (pr) | 4           |        |         |         |       |       |  |
|  | Atlante (pr) | Atlante (pr) | 4           |        |         |         |       |       |  |
|  | Atlas        | Atlas        | 3           |        |         |         |       |       |  |
|  | Atlas        | Atlas        | 3           |        | Atlante | Atlante | 2     |       |  |
|  |              |              |             |        | Atlante | Atlante | 2     |       |  |
|  |              |              | España      | España | 6       |         |       |       |  |
|  | España       | España       | España      | España | 6       | 4       |       |       |  |
|  | España       | España       |             |        |         | 4       |       |       |  |
|  | Veracruz     | Veracruz     | 3           |        |         |         |       |       |  |
|  | Veracruz     | Veracruz     | 3           |        |         |         |       |       |  |
|  |              |              |             |        |         |         |       |       |  |

## Semifinales
| 2 de julio | Atlante                                                                                  | 4 - 3 | Atlas                                        | Parque Asturias, Ciudad de México |  |
|            | Rafael Zeledón 15' · Horacio Casarín 23' · Jesús Silva 23' (a.g.) · Martín Vantolrá 107' |       | Manuel Grajeda 44', 82' · Antonio Flores 88' |                                   |  |

| 9 de julio | España                                                                                   | 4 - 3 | Veracruz                                                       | Parque Asturias, Ciudad de México |  |
|            | Domingo Pérez Alonso 36' · Isidro Lángara 42' · Carlos Septién 53' · José Iraragorri 53' |       | Julián Durán 59' · Félix de los Heros 66' · Carlos Leblanc 70' |                                   |  |

## Final
| 16 de julio | Atlante                                                                       | 2 - 6 | España                              | Parque Asturias, Ciudad de México |  |
|             | Manuel Gil Fernández 20', 43', 45' · Isidro Lángara 40', 79' · Carlos Septién |       | Rafael Zeledón 1' · Horacio Casarín |                                   |  |

|                                     |
| Campeón Real Club España 1.o título |

| Predecesor: Ninguna | Temporadas de la Copa de México 1943/44 | Sucesor: 1944/45 |

## Datos
- México - Estadísticas de la temporada 1943/1944 en México. (RSSSF)

- Datos: Q4565190